# Långtjärnen (Vilhelmina socken, Lappland, 716863-153184)
Långtjärnen är en sjö i Vilhelmina kommun i Lappland och ingår i Ångermanälvens huvudavrinningsområde. Sjön har en area på 0,0743 kvadratkilometer och ligger 359,1 meter över havet.

## Delavrinningsområde
Långtjärnen ingår i det delavrinningsområde (716973-153266) som SMHI kallar för Inloppet i Volgsjön. Medelhöjden är 355 meter över havet och ytan är 14,43 kvadratkilometer. Räknas de 312 avrinningsområdena uppströms in blir den ackumulerade arean 3 572,5 kvadratkilometer. Avrinningsområdets utflöde Ångermanälven mynnar i havet. Avrinningsområdet består mestadels av skog (68 procent) och sankmarker (27 procent). Avrinningsområdet har 0,39 kvadratkilometer vattenytor vilket ger det en sjöprocent på 2,7 procent.